# Entre dos aguas (película)
Entre dos aguas es una película documental dirigida por Isaki Lacuesta en el año 2018. Concha de oro en el Festival Internacional de Cine de San Sebastián, obtuvo también 9 nominaciones a los Premios Gaudí de 2019. Lacuesta recuperó los personajes de su anterior película, La leyenda del tiempo, para componer un documento en el que se mezclan la realidad y la ficción.

## Argumento
Isra y Cheíto son dos hermanos que han ido por caminos separados. Cuando Isra sale de la cárcel y termina la larga misión de Cheíto en la Marina, ambos regresan a la Isla de San Fernando, su ciudad natal. La reunión de los hermanos refrescará el recuerdo de la muerte violenta de su padre cuando aún eran pequeños, mientras que la necesidad de restablecerse y reincorporarse los volverá a unir.
En palabras de Lacuesta, 

"Es la historia de dos hermanos que intentan reconstruir sus vidas.Y lo que se encuentran es que las heridas del pasado continúan abiertas.Es un sentimiento de orfandad literal y social. Como dice en la película Isra, nadie ha sabido llorarle sus desgracias. Y eso es porque no queremos ver esa realidad, todo el mundo vuelve la vista a otro lado".
Iasaki Lacuesta. Fotogramas.